# مارماهی رنگین ببری
مارماهی رنگین ببری (نام علمی: Enchelycore anatina) نام یک گونه از تیره مارماهی رنگین است.